# Synonymwörterbuch
Ein Synonymwörterbuch (auch: Synonymenwörterbuch) ist ein Wörterbuch, das zu den aufgeführten Stichwörtern andere Ausdrücke (Synonyme) angibt, die die gleiche oder zumindest eine ähnliche Bedeutung aufweisen.

## Linguistische Problematik
Zugrunde liegt der Begriff der Synonymie. Die Linguistik versteht darunter, dass Synonymie nur dann vorliegt, wenn ein Wort in jedem beliebigen Zusammenhang durch ein anderes, völlig gleichbedeutendes Wort ersetzt werden kann. In einem solchen Fall liegt eine sogenannte totale Synonymie vor. Diese Bedingung ist jedoch im strikten Sinne nicht erfüllbar, da verschiedene Wörter aufgrund ihrer unterschiedlichen Form zumindest einen unterschiedlichen stilistischen Wert haben und unterschiedliche Vorstellungen auslösen. Synonymwörterbücher führen daher zu ihren Stichwörtern bedeutungsähnliche Wörter auf, also Wörter, die nicht in jedem, aber doch in vielen Zusammenhängen als Ersatz für das betreffende Stichwort gewählt werden können. Solche Wörter haben mit dem Stichwort keine totale, wohl aber eine partielle Synonymie.

## Aufgabe von Synonymwörterbüchern
Synonymwörterbücher haben eine praktische Zielsetzung: Sie sollen eine Hilfe bei der Formulierung stilistisch gelungener Texte sein. Sie ermöglichen es einem Autor, in einem Bedeutungsbereich ein geeigneteres Wort zu finden, als ihm selbst eingefallen ist; sie helfen außerdem bei dem Problem, in einem Text nicht in zu kurzen Abständen gleiche Wörter verwenden zu müssen, was in der Regel – außer unter bestimmten Bedingungen in wissenschaftlichen Werken – als stilistisch ungeschickt gilt.

## Beispiele für Synonymwörterbücher
Synonymwörterbücher für die deutsche Sprache:
- Erich Bulitta, Hildegard Bulitta: Wörterbuch der Synonyme und Antonyme. 18000 Stichwörter mit 200000 Worterklärungen. Krüger Verlag, Frankfurt am Main 1983, ISBN 3-8105-0225-1.
- Erich Bulitta, Hildegard Bulitta: Das Krüger Lexikon der Synonyme. Über 28.000 Stichwörter, über 300.000 sinn- und sachverwandte Begriffe. Krüger Verlag, Frankfurt am Main 1993, ISBN 3-8105-0237-5.
- Duden. Das Synonymwörterbuch: ein Wörterbuch sinnverwandter Wörter. 4., neu bearbeitete Auflage. Dudenverlag, Mannheim u. a. 2007. ISBN 978-3-411-04084-1.
- A. M. Textor: Sag es treffender: Ein Handbuch mit über 2000 Stichwörtern und fast 70000 Verweisen auf sinnverwandte Wörter und Ausdrücke. 6. Auflage, Rowohlt Verlag, Reinbek bei Hamburg 2014, ISBN 978-3-499-61740-9
- Wahrig Synonymwörterbuch. Das zuverlässige Nachschlagewerk für den treffenden Ausdruck und für variationsreiche Texte. 6. Auflage, vollständig neu bearbeitet und erweitert von Ulrich Adolphs. Wissen-Media-Verlag, Gütersloh/München 2008, ISBN 3-577-09121-5.

Synonymwörterbücher für die englische Sprache:
- Hans-Wilhelm Klein und Wolf Friederich: Englische Synonymik: für Studierende und Lehrer. 4. Auflage. Hueber, München 1975, ISBN 3-19-002032-9.
- K. Kloepper: Englische Synonymik – Größere Ausgabe für Lehrer und Studierende. Wilhelm Werther’s Verlag, Rostock 1881.[1]